# Leskovac
Leskovac (v srbské cyrilici Лесковац) je město na jihu Srbska, centrum Jablanického okruhu. Rozkládá se v centrální části tzv. Leskovacké kotliny. Je také i významným průmyslovým centrem. V roce 1991 měl 62 053 obyvatel, v roce 2011 pak ve městě žilo 60 288 lidí. Do opštiny Leskovac patří pak ještě dalších 144 sídel, většinou vesnic. 

## Poloha a přírodní poměry
Leskovac je vzdálen 280 km jižně od Bělehradu, 45 km jižně od Niše, 161 km západně od Sofie a 804 km severně od Atén. Hranice se Severní Makedonií a Bulharskem jsou vzdálené každá cca 110 km.
Městem protéká řeka Veternica, která se vlévá do Jižní Moravy. Je napojené na dálniční síť (nejjižnější část bývalé dálnice Bratrství a jednoty) a trať Niš–Skopje (od roku 1886). Jižně od města se nachází tzv. Grdelická soutěska.
V Srbsku je město známé především díky grilovanému masu a pljeskavici. Každý rok se v Leskovaci pořádá festival Roštiljijada, kterého se účastní návštěvníci z celého Srbska.

## Klimatické poměry
Město má mírné klima, které je ovlivňování spíše vnitrozemským, než přímořským podnebím. Průměrná roční teplota zde dosahuje 11,1 °C. Úhrn srážek v Leskovaci dosahuje v průměru 625 mm. Sněží cca 35 dní v roce. 

## Etymologie
Název Leskovac je slovanského původu a pochází od slova líska (srov. např. Leskovec v České republice). Podle legendy se na místě současného města nacházelo jezero, které následně vyschlo a lískový keř, který na dně vyrostl, dal nové osadě své jméno. Tento název se objevil na počátku 14. století. 
Ještě starší název obce Glubočica je rovněž slovanského původu. Podle vývoje srbského jazyka se tento název později změnil na Dubočica (podle dubok pro označení hluboký v srbském jazyce). Název je doložen ze středověku, z období vlády Štěpána Nemanji. Místo s názvem Dibočica si v 19. století např. poznamenal německý cestovatel Felix Kanitz. 
Turecký název města Hisar označoval pevnost.

## Historie
Údolí řeky Jižní Morava bylo v oblasti dnešního města osídleno již od pravěku. Postupně se zde vystřídaly různé kultury. Řecký historik Hérodotos poznamenal, že se zhruba v místě dnešního Leskovace nacházela již v minulosti ilyrská, resp. dardanská osada. Slované oblast osídlili v 7. století. Archeologické průzkumy odhalily řadu artefaktů z této doby, např. v lokalitách Hisar, Gradac, Mala Kopašnica, Slatinska reka a dalších. 30 km od Leskovace se nachází velké archeologické naleziště z 6. století s názvem Caričin Grad. Řada nálezů byla umístěna do leskovackého městského muzea. 15 km jižně se nachází archeologická lokalita Skobaljić Grad.
Součástí středověkého srbského státu se Leskovac se svým okolím stal v 12. století, kdy tehdejší srbská vládce Štěpán Nemanja získal darem region Dubočica od tehdejšího byzantského císaře Manuela I. Komnena. Samotné město Leskovac je poprvé zmíněno pod svým současným názvem v 15. století jako rozsáhlé sídlo. V roce 1374 připadl region Dubočica srbskému knížeti Lazaru Hrebeljanovićovi. V roce 1412 město poprvé napadli Turci. Výboj vedený tureckým spoluvládcem Musou Çelebi původní sídlo zcela zpustošil. Střety pravoslavného obyvatelstva s Turky pokračovaly i nadále; V roce 1454 bylo turecké vojsko poraženo při výpravě na kopec Novo Brdo. O několik měsíců později následoval nový turecký útok, který vedl sám sultán Mehmed II. Od 16. listopadu 1454 až do 11. prosince 1877 byl Leskovac součástí Osmanské říše.
Na konci 18. století bylo město centrem velkého leskovackého pašalíku, který zahrnoval území bývalého sandžaku Aladži-Hisar (Kruševac) a Paraćin. Dle záznamů francouzského cestovatele Ami Boueho z roku 1837, který tehdy Leskovac navštívil, mělo město 3000 domů; 2400 křesťanských, 500 tureckých (muslimských), 30 cikánských a 10 židovských. Počet obyvatel odhadl na 15 000 lidí.
Během prvního srbského povstání se místní pravoslavné, resp. srbské obyvatelstvo připojilo částečně na stranu vzbouřenců. Povstání však Turci v této oblasti velmi rychle potlačili a na tři sta vzbouřenců ze samotného města pobili. Několik tisíc lidí poté bylo popraveno v celém regionu. Další povstání proti Turkům vypuklo v roce 1841. Bylo však velmi špatně zorganizováno a proto i rychle potlačeno. V roce 1807 mělo město 10 tisíc obyvatel, v roce 1858 již 15 tisíc obyvatel.
Srbové město získali po válce s Osmanskou říší v letech 1877–1878, která zajistila srbskému knížectví nezávislost. Sanstefanská mírová smlouva následně potvrdila, že město bude patřit Srbsku. V této době představoval Leskovac centrum řemeslné výroby a obchodu v jižním Srbsku. V polovině 19. století se zde nacházelo třináct podniků na výrobu textilu. Bylo proto také přezdíváno Srbský Manchester. Podle údajů srbské vlády z přelomu 19. a 20. století byl leskovacký textilní průmysl nejrychleji rostoucím v Srbsku vůbec. První moderní továrna na zpracování textilu zde byla otevřena v roce 1902. První nemocnici získal Leskovac roku 1909. V roce 1896 zde byla založena i první divadelnická společnost.
Během první světové války se v blízkosti Leskovace odehrála Bitva na řece Moravě, která skončila sice vítězstvím Bulharska, srbská vojska se však z boje stáhla směrem Prokuplje-Lebane-Medveđa-Priština. Město bylo zahrnuto do bulharské okupační zóny. Toplické povstání proti bulharské nadvládě vypuklo nedaleko Leskovace. Město bylo osvobozeno 7. října 1918 poté, co byla prolomena Soluňská fronta.
V roce 1938 měl Leskovac 18 000 obyvatel. Hlavním průmyslovým odvětvím zde byl textilní průmysl, především zpracování vlny. Spolu s nedalekými obcemi Vučje a Grdelica místní podniky zastupovaly 40 % textilní produkce Království Jugoslávie. Nacházelo se zde také několik bank. V roce 1903 zde byla na řece Vučjanka zbudována druhá vodní elektrárna na území Srbska.
Za druhé světové války byl Leskovac obsazen německými vojsky. Od prosince 1941 sem byla rozšířena bulharská okupační operativní zóna. Dne 11. října 1943 zde byla zformována První jihomoravská brigáda partyzánského vojska. Tvořilo ji 570 bojovníků. Dne 20. května 1944 byla na vrchu Radan v blízkosti Leskovace zformována 21. srbská divize NOVJ. Od července do srpna 1944 zde proběhla tzv. Topličsko-jablanická operace. Dne 6. října 1944 byl Leskovac bombardován v rámci německé akce Ratweg. Bombardování přineslo městu ohromné škody jak po materiální stránce, tak i po stránce obětí ze strany civilního obyvatelstva. Přepokládá se, že z 24 tisíc obyvatel, které měl tehdy Leskovac, zahynulo zhruba jeden až dva tisíce lidí. Město bylo následně osvobozeno dne 11. října 1944 během Nišské operace. Dalších několik set obětí války připomíná památník v lokalitě Arapova dolina.
Moderní rozvoj města byl zahájen po skončení války. Komunisté, kteří tehdy již byli u moci, nechali znárodnit první průmyslové podniky již roku 1945, např. společnost Gligorije Petroviće zaměřená na textilní výrobu.[zdroj?] Rozsáhlé textilní závody byly reorganizovány a část jejich vybavení byla rozebrána a rozeslána do menších měst po celé Jugoslávii, kde měla pomáhat s ekonomickým rozvojem jednotlivých regionů a jejich případnou industrializací.  
V roce 1954 získal Leskovac moderní vodovodní síť. O čtyři roky později potom i kanalizaci. V 60. a 70. letech se město začalo co do počtu obyvatel dramaticky rozrůstat především díky rozvoji textilního průmyslu. I přesto však zaostávalo za více rozvinutými městy stejné velikosti a stejného druhu v rámci tehdejší Jugoslávie. Během 90. let 20. století došlo k zásadnímu hospodářskému propadu, který následoval i propad demografický. Počet obyvatel Leskovace začal klesat. V roce 1999 bylo město bombardováno leteckými silami NATO v rámci Operace Spojenecká síla.

## Administrativní dělení a samospráva
Město Leskovac se dělí na 14 místních částí (srbsky Месне заједнице).
V roce 2021 byl Leskovac 8. nejtransparentnějším městem v Srbsku.

## Kultura

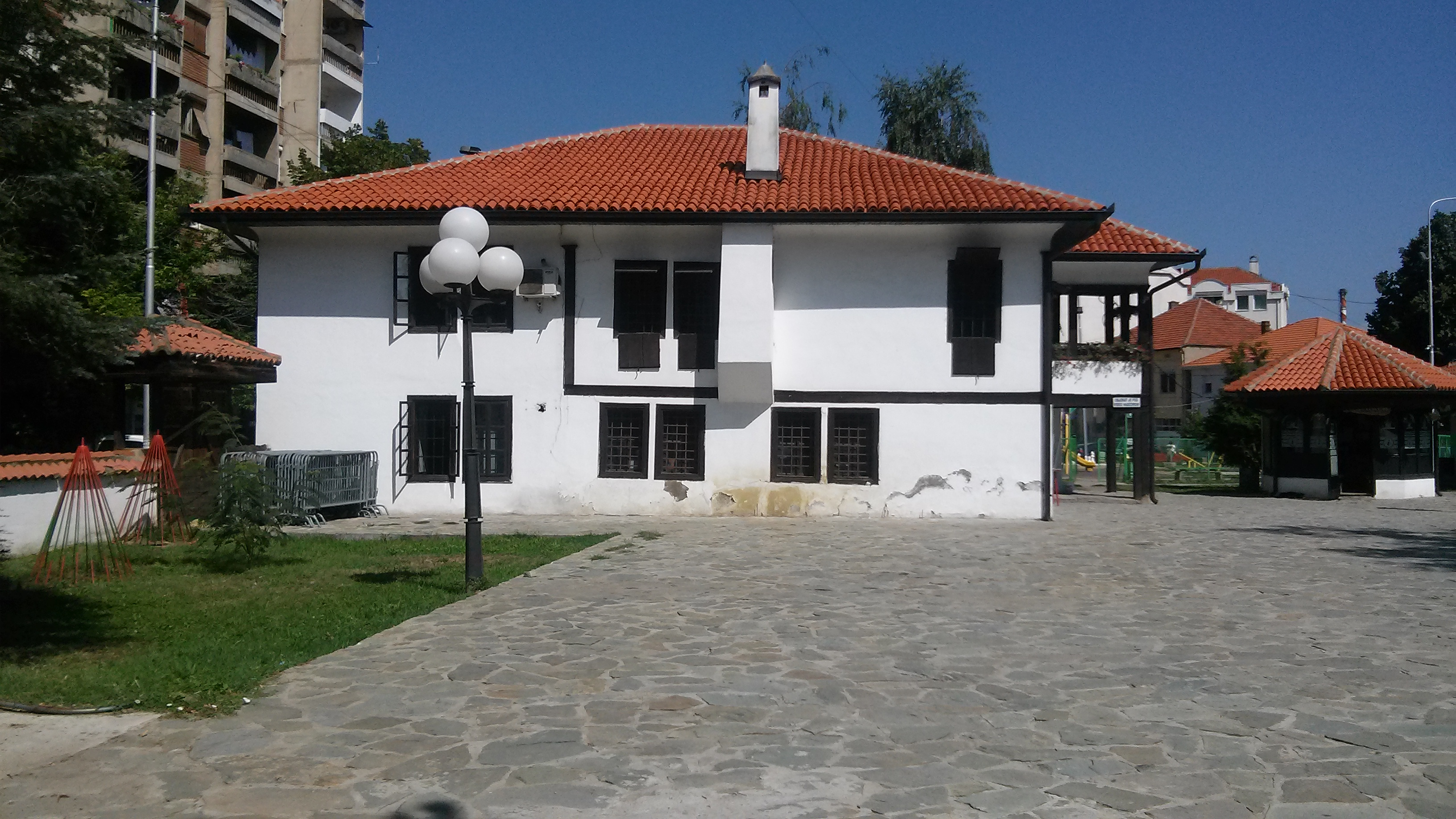
Šop Đokićův dům.

Leskovac je kulturním centrem Jablanického okruhu. Od roku 1948 zde sídlí i pobočka Národního muzea. Kromě toho se zde nachází řada dalších kulturních institucí a např. i kulturní centrum. Sídlí zde Národní knihovna Radoje Domanoviće (srbsky Narodna biblioteka Radoje Domanović. 
V nedaleké vesnici Strokovac se nachází také Muzeum textilu.
Ve městě potom stojí celá řada kulturních památek. Jednou z nich je např. Šop Đokićův dům, kde je umístěno sídlo místní turistické organizace. V historické budově Bory Dimitrijeviće sídlí právě národní muzeum. 
V okolí Leskovace se nachází řada archeologických lokalit, např. Caričin grad, Hisar, Zelen grad a dalších.
Leskovac je na území bývalé Jugoslávie mimo jiné znám také díky místní pljeskavici a řada podniků na území bývalých republik SFRJ nese název Leskovački roštilj.[zdroj?] Od roku 1989 se v centru města pravidelně koná festival Roštiljijada. Jeho pořádání přerušila v roce 2020 až pandemie nemoci covid-19.
Od roku 2007 je pravidelně pořádán Leskovacký filmový festival (LIFFE), od roku 2006 potom také Leskovacký karneval, který byl Sdružením karnevalů v Srbsku oceněn jako nejlepší v zemi. V druhé polovině měsíce června se potom pravidelně koná Leskovacký letní festival.
Město je známé svým velice specifickým nářečím, které je součástí Prizrensko-jihomoravského dialektu. 

## Ekonomika
Ekonomická struktura celého Jablanického okruhu patřila k méně rozvinutým v rámci bývalé Jugoslávie, nejednalo se nicméně o region, který by patřil obecně k nejchudším, jako tomu bylo u některých pohraničních oblastí, např. v Makedonii, nebo v Kosovu. Ekonomický rozvoj byl možný v rámci rozsáhlých státních investic do roku 1991, poté došlo k divoké privatizaci a posledních 20 let je tak celé hospodářství ve fázi složité restrukturalizace. Přizpůsobení velkých podniků podmínkám tržního hospodářství se uskutečňovalo poměrně zvolna, což způsobilo další zaostávání města i regionu i ve srovnání se zbytkem Srbska a především jeho nejrozvinutějších oblastí (velkými městy a AO Vojvodina). Město i celé okolí není i přes relativně dobrou infrastrukturu (hlavní železniční tratě, dálnice A1, blízkost letiště v nedaleké Niš)i příliš atraktivní pro zahraniční investory. Město bylo jednu dobu na úrovni 49 % rozvoje ve srovnání se zbytkem Srbska.
Zhruba 25 % ekonomické aktivity připadá na zemědělství, cca 30 % na průmysl, který je koncentrován přímo v Leskovaci. Mezi hlavní průmyslové podniky ve městě patří farmaceutická společnost Zdravlje Aktavis, textilní společnosti Falke a Džinsi, chemická společnost Nevena, průmyslové podniky např. mlékárna a masokombinát. Rozrůstající sektor služeb je zastoupen relativně málo, turistický potenciál regionu není dostatečně využívaný. Přítomné jsou početné malé a střední podniky. Textilní průmysl, který je kromě Leskovace zastoupen i jinde v jižním Srbsku, dostal velkou ránu v souvislosti s globalizací a dokázal se postavit na nohy až v druhé dekádě 21. století díky tureckým investorům. Textilky měly svojí tradici v Leskovaci již před druhou světovou válkou; výrobu zde iniciovala rodina Teokarevićů, bohatých průmyslníků. Po roce 1945 byly podniky znárodněny.
Kromě toho se zde nacházel i průmysl zpracování kovů, dále zde byly tištěny knihy, gumárenské podniky a podnik na výrobu mýdla. V jeho budově (Palata Kaloderma) se dnes nachází Leskovacké kulturní centrum (srbsky Leskovački kulturni centar). 

## Doprava
Leskovacem prochází některé hlavní dopravní tahy v rámci celosrbského významu i v rámci mezinárodní dopravy. Hlavními jsou zcela přirozeně dálnice A1, která spojuje celou zemi severo-jižním směrem ze Subotice přes Novi Sad, Bělehrad a Niš až po Leskovac a Grdelickou soutěsku a Podujevo dále na jih. Dálnice prochází východně od samotného města. 
Kromě ní vede přes Leskovac několik dalších hlavních silnic, město tak má dobré spojení např. s městem Pirot ve východním Srbsku přes Babušnice a Vlasotince. Další silnice z Leskovace směřuje Lebane do Prištiny a do Kosova. Město Leskovac je díky svému umístění ve středu široké kotliny řeky Jižní Moravy přirozenou křižovatkou silničních cest.
Severojižním směrem přes Leskovac prochází trať Niš – Skopje, po které jsou provozovány i mezinárodní rychlíky, např. do Řecka apod. 
Severně od Leskovace se nachází Sportovní letiště Mira a nejbližší mezinárodní letiště je Letiště Konstantina Velikého v Niši.

## Školství
V Leskovaci sídlí Technologická fakulta Univerzity v Niši a několik dalších soukromých vysokých škol. Středních škol zde působí devět, včetně gymnázia a odborní školy pro textil a design, odkazující na tradici textilní výroby ve městě. 10 škol je základních.
V roce 2014 mělo 48 % obyvatel Leskovace středoškolské vzdělání, 7 % vysokoškolské vzdělání, 5 % obyvatel nemělo žádné vzdělání a zbytek měl buď vyšší odborné nebo nedokončené vzdělání základní.

## Galerie

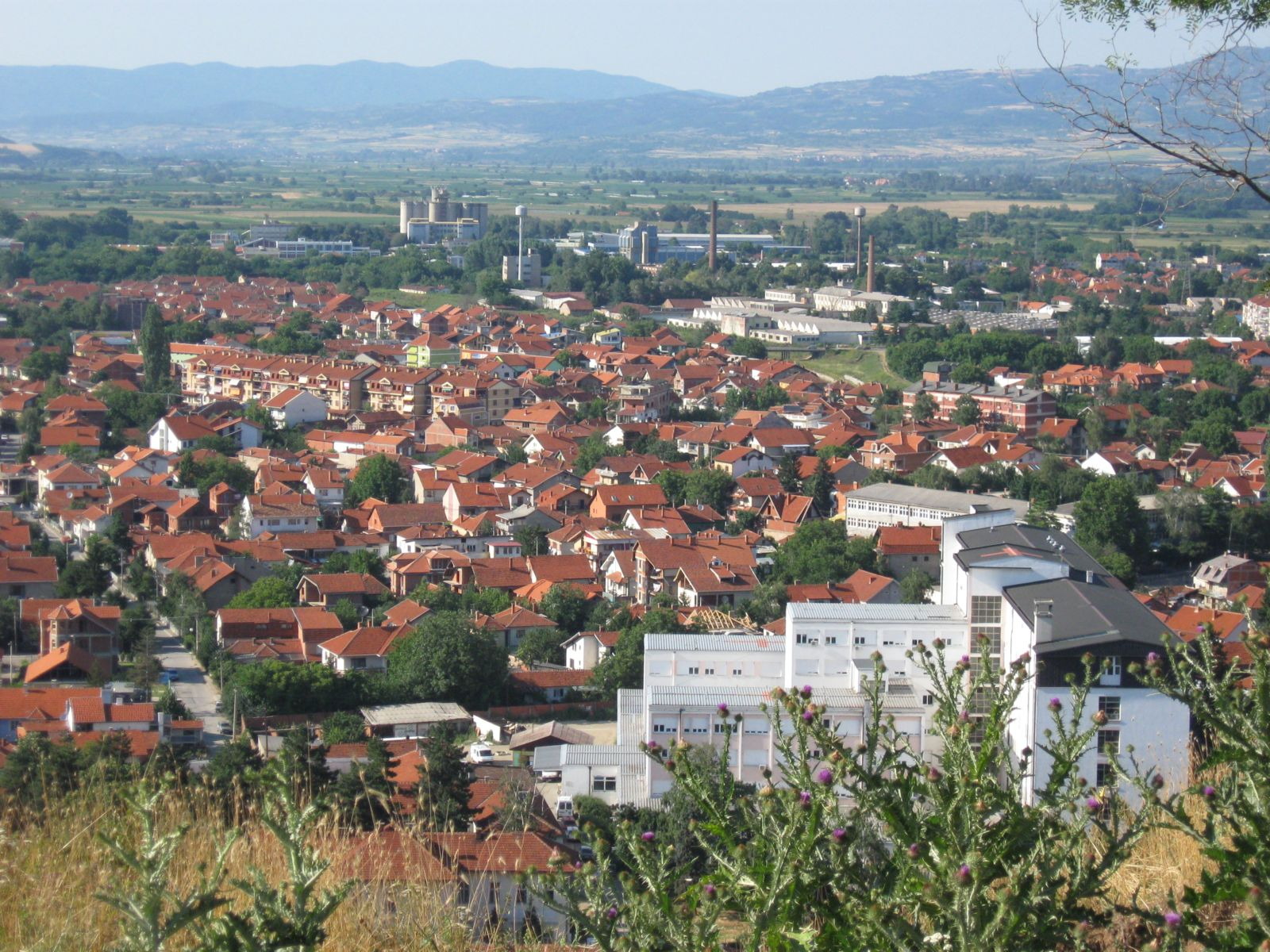
Západní část města
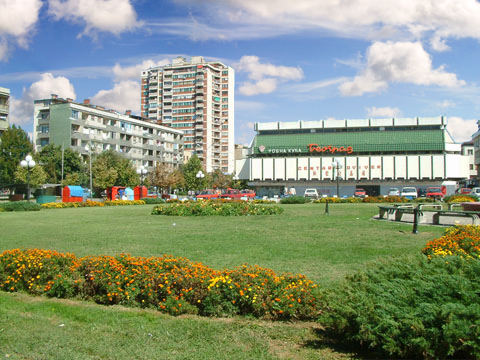
Městský park
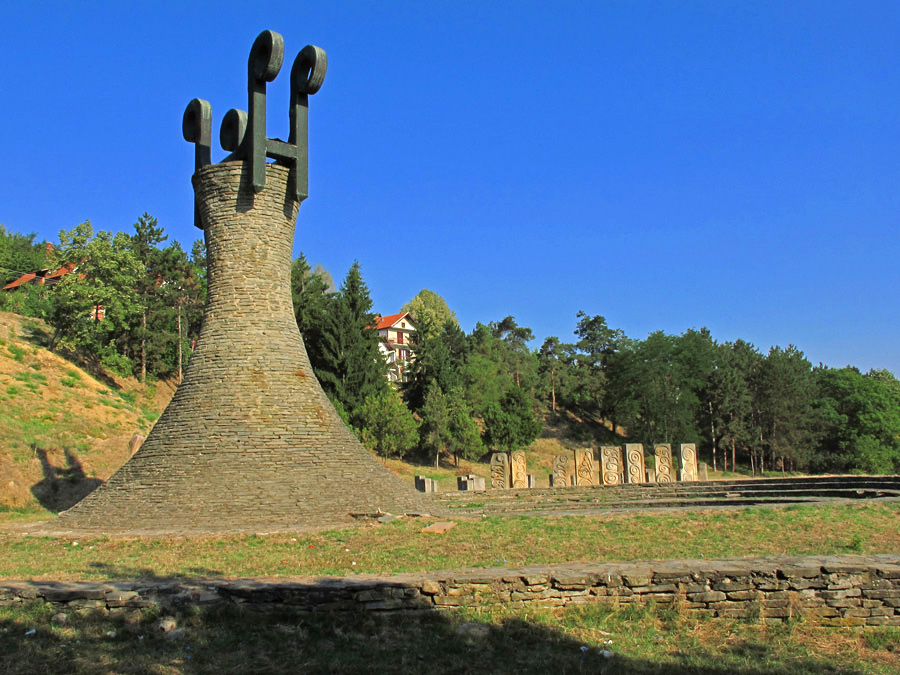
Památník 2. světové války
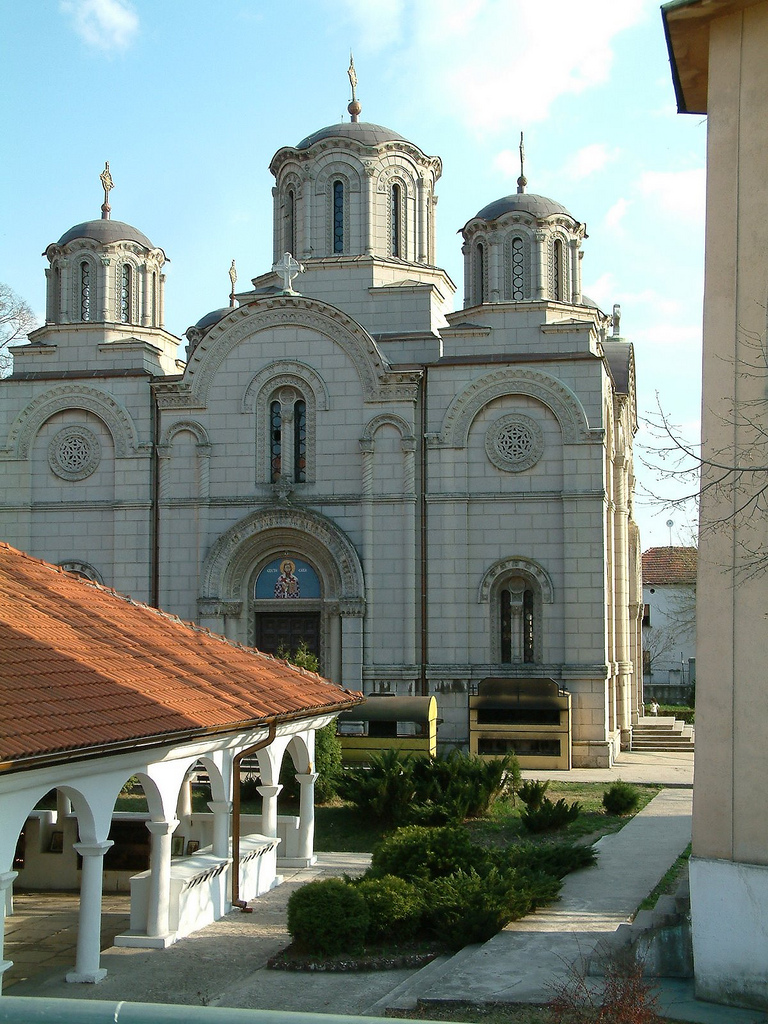
Kostel Svaté Trojice

## Partnerská města
- Kjustendil, Bulharsko
- Plovdiv, Bulharsko
- Silistra, Bulharsko
- Kumanovo, Severní Makedonie
- Kutaisi, Gruzie
- Luo-jang, Čína
- Okajama, Japonsko
- Petra, Jordánsko
- Poznaň, Polsko